# Micropachylus
Micropachylus is een geslacht van hooiwagens uit de familie Cranaidae.
De wetenschappelijke naam Micropachylus is voor het eerst geldig gepubliceerd door Roewer in 1913. 

## Soorten
Micropachylus is monotypisch en omvat slechts de volgende soort:
- Micropachylus metatarsalis